# Hraniční přechod Hluboká–Schaditz
Hraniční přechod Hluboká–Schaditz (německy Grenzübergang Schaditz–Hluboká) je bývalý silniční hraniční přechod na česko-rakouské státní hranici na hraničním úseku VII/37 - VII/37-1 (VII/37 - VII/37-1) mezi českou vesnicí Hluboká (část obce Dešná, okres Jindřichův Hradec, Jihočeský kraj) a rakouskou vesnicí Schaditz (část města Raabs an der Thaya, okres Waidhofen an der Thaya, Dolní Rakousy). Přechod leží v nadmořské výšce 498 m n. m. na silnici II/410. Před zrušením byl určen pro pěší, cyklisty a motorová vozidla do 3,5 t.
Hraniční přechod byl zrušen při vstupu České republiky do Schengenského prostoru v roce 2007. V případě dočasného znovuzavedení ochrany vnitřních hranic je provoz na hraničním přechodu upraven Sdělením Ministerstva vnitra č. 395/2021 Sb.